# Yuri Stetsenko
Youri Mikolaïovitch Stetsenko (en ukrainien : Юрій Миколайович Стеценко), né le 11 avril 1945 à Kiev, est un kayakiste ukrainien concourant pour l'URSS dans les années 1960-1970.

## Biographie
Il a remporté l'épreuve de kayak 4 places (1 000 mètres) aux Jeux olympiques de Munich en 1972 ainsi que deux championnats du monde, en 1970 et 1971. Il est également champion du monde en kayak biplace 1 000 mètres .